# Doppeltwirkende Maschine
Doppeltwirkend heißen Dampfmaschinen, Wassersäulen, Heißluftmaschinen etc., auch Pumpen und Gebläse, welche beim Hin- und Hergang des Kolbens die gleiche Wirkung ausüben.
Ein doppeltwirkender Motor ist nach der deutschen Norm DIN 1940 "Verbrennungsmotoren; Begriffe, Zeichen, Einheiten" vom März 1958 ein Verbrennungsmotor, falls der Kolben "von beiden Seiten abwechselnd von Verbrennungsgasen beaufschlagt" wird.
Dieser Artikel basiert auf einem gemeinfreien Text aus Meyers Konversations-Lexikon, 4. Auflage von 1888 bis 1890.